# جان روجرز
جان روجرز (بالإنجليزية: Jean Rogers)‏ هي ممثلة أمريكية، ولدت في 25 مارس 1916 في الولايات المتحدة، وتوفيت بنفس المكان في 24 فبراير 1991.

## وصلات خارجية
- جان روجرز على موقع IMDb (الإنجليزية)
- جان روجرز على موقع أول موفي (الإنجليزية)
- جان روجرز على موقع قاعدة بيانات الأفلام السويدية (السويدية)
- جان روجرز على موقع إن إن دي بي (الإنجليزية)
- جان روجرز على موقع قاعدة بيانات الفيلم (الإنجليزية)